# バタフライ (漫画)
『バタフライ』は、相川有による漫画作品。幻冬舎刊行『コミックバーズ』2002年10月号から2006年12月号まで連載された（1 - 4巻分は「DARK EDGE」と並行連載）。単行本全5巻。
幽霊による騒動とその退治を軸とした物語だが、作中での幽霊は人間の見る幻覚のようなものという設定となっており、本物の幽霊や霊能力者はまったく出てこない。

## あらすじ
ある日、オカルト嫌いの高校生、石川銀次の前に上羽と名乗る小学生が現れ、一緒に幽霊を殺しにいこうと誘われる。始めは相手にしなかったが、60万円の借金を肩代わりする事と引き換えに上羽に付いていく事にした銀次。行き先のホテルの部屋で従業員と共に上羽が念じだすと突然部屋の隅に女の幽霊が現れる。幽霊なんか居るわけがないと逆上した銀次は、イスや電気スタンドで幽霊を叩き消した。
幽霊退治を終えホテルを出た後、訳を説明するように迫る銀次に対し上羽はさっきの幽霊はインチキだと説明する。上羽は人に幻覚を見せるように、他人の頭の中にイメージを作り出すことができる力を持っているのだった。
銀次は嫌々ながらも上羽の幽霊退治に付き合わされていく。

## 登場人物
石川銀次（いしかわ ぎんじ）
オカルト嫌いの男子高校生。上羽の作り出したイメージを壊す事ができる力を持っている。
ある事件を機に自殺した兄がおり、その過去が足枷となっている。
上羽（あげは）
見た目は可愛い女子小学生。幽霊退治を生業としている。
上羽による幽霊退治は、幽霊を見たという人たちに対し、その能力を使い幽霊の姿をしっかりと見せつけ、そしてそれを完全に壊し消し去る事により、その人の心理状態を開放し以後幽霊を見る事のないようにするというもの。
畑山（はたけやま）
石川銀次の幼馴染。銀次の過去に対して負い目がある。
高松奈知（たかまつ なち）
銀次が畑山より紹介された女子高生。銀次の兄に関わる事件を目撃していた。
石川鉱司（いしかわ こうじ）
銀次の兄。自殺したあとも幽霊となって現れる。
仁野双葉（じんの ふたば）
上羽の元パートナーの女子小学生。銀次と同様の能力を持っているが、歳を経るごとに失われている。

## 単行本
1. ISBN 4-344-80261-6
2. ISBN 4-344-80400-7
3. ISBN 4-344-80534-8
4. ISBN 4-344-80692-1
5. ISBN 4-344-80862-2